# Shirley Bassey
Dame Shirley Bassey (født 8. januar 1937) er en walisisk sangerinde, der er særligt kendt for titelsangene til tre James Bond film: Goldfinger (1964), Diamonds Are Forever (1971) og Moonraker (1979).
Med et samlet salg på omkring 135 millioner plader og et utal af Top 40-hits regnes Shirley Bassey for den mest succesrige sangerinde i Storbritannien.
Hun blev født 8. januar 1937 i Cardiff, Wales.
Debuterede i 1957 med albummet ”Born to Sing the Blues” og har i løbet af sin lange karriere udsendt omkring 40 studiealbum, 6 liveplader, en lang række opsamlinger samt medvirket på adskillige musical- og film-soundtracks + diverse remix- og klubudgivelser fra 90erne og 00erne. 
Shirley Bassey har flere gange tidligere arbejdet sammen med yngre sangskrivere og kunstnere. I 1989 lagde hun stemme til Yellos ”The Rhythm Divine”. 10 år senere strøg hun sammen med producerteamet Propellerheads helt til tops på den engelske dance-chart med ”History Repeating”, der også blev et stort klubhit i Danmark. Og i 2007 udkom albummet ”Get The Party Started”, hvor Shirley Bassey prøvede kræfter med Pinks lille festbombe af et titelnummer og hvor diverse nutidige producere remixede og opdaterede en række af Dame Shirleys 80er-hits som Big Spender, What Now My Love og Kiss Me, Honey Honey. 